# Fire Records
Fire Records war eine US-amerikanische Schallplattenfirma, die zwischen 1959 und 1962 Schallplatten mit Unterhaltungsmusik produzierte. Das 1986 in London gegründete gleichnamige Label steht in keinem sachlichen Zusammenhang mit der US-Firma. 

## Entwicklung
Der New Yorker Musikproduzent Bobby Robinson, der bereits mehrere Schallplattenfirmen ins Leben gerufen hatte, gründete 1959 mit Fire Records ein weiteres Label. Die erste Single erschien im August 1959 unter der Katalognummer 1000 mit dem Rockabilly-Duo Tarheel Slim and Little Ann. Die Katalognummern änderten sich mehrfach, im Laufe des Jahres 1961 wurde auf eine 500er Serie umgestellt, um Ende des Jahres 1962 ein 1500er System einzuführen. Zwischen 1959 und 1962 wurden mit 28 Interpreten Single-Schallplatten produziert, von denen sich nur vier Interpreten in den US-Charts platzieren konnten. 19 von ihnen veröffentlichten nur eine Single bei Fire. Fast alle Singles wurden von Bobby Robinson selbst produziert. Folgende Sänger veröffentlichten mehrfach Schallplatten bei Fire:
- Buster Brown (7 Singles, 2 Langspielplatten)
- Bobby Marchan (7 Singles)
- Tarheel Slim and Little Ann (7 Singles)
- Elmore James (6 Singles)
- Don Gardner & Dee Dee Ford (3 Singles, eine LP)
- Arthur Crudup (2 Singles, eine LP)
- Mary Ann Fisher (2 Singles)
- Dr. Horse (2 Singles)
- The Gay Poppers (2 Singles)

### Singles in den US-Charts
Buster Brown gelang es 1959 als erstem Fire-Interpreten in die US-Charts zu kommen. Mit dem selbst geschriebenen Titel Fannie Mae kam er in den Hot 100 des US-Musikmagazins Billbord auf Rang 38, in den Rhythm-and-Blues-Charts erreichte er den Spitzenplatz. 1960 und 1962 kam Brown mit zwei weiteren Titeln in die Charts. Einen weiteren Nummer-eins-Hit in den R&B-Charts gab es 1960 für Bobby Marchan mit There's Something on Your Mind. Insgesamt kamen sieben Fire-Titel in die US-Hitlisten:
| veröffentl. | Titel                             | Interpreten                | Hot 100 | R&B |
| ----------- | --------------------------------- | -------------------------- | ------- | --- |
| 12/1959     | Fannie Mae                        | Buster Brown               | 38.     | 01. |
| 01960       | The Sky Is Crying                 | Elmore James               |         | 15. |
| 06/1960     | There's Something on Your Mind    | Bobby Marchan              | 31.     | 01. |
| 09/1960     | Is You Is or Is You Ain't My Baby | Buster Brown               | 81.     |     |
| 02/1962     | Sugar Babe                        | Buster Brown               | 99.     | 19. |
| 06/1962     | I Need Your Loving                | Don Gardner & Dee Dee Ford | 20.     | 04. |
| 08/1962     | Don't You Worry                   | Don Gardner & Dee Dee Ford | 66.     | 07. |

## US-Langspielplatten
| Jahr | Titel                                   | Interpreten                | Kat.-Nr. |
| ---- | --------------------------------------- | -------------------------- | -------- |
| 1959 | Here Are The Hits!                      | Various Artists            | 100      |
| 1959 | Memory Lane                             | Various Artists            | 100      |
| 1960 | Buster Brown New King Of The Blues      | Buster Brown               | 101      |
| 1960 | Buster Brown New King Of The Blues (II) | Buster Brown               | 102      |
| 1960 | Mean Ol' Frisco                         | Arthur "Big Boy" Crudup    | 103      |
| 1962 | Mojo Hand                               | Lightnin' Hopkins          | 104      |
| 1962 | I Need Your Lovin'                      | Don Gardner / Dee Dee Ford | 105      |